# Campionatul Mondial de Fotbal 2034
Campionatul Mondial FIFA din 2034 va fi cea de-a 25-a ediție a Campionatul Mondial de Fotbal, un turneu internațional organizat de FIFA din patru în patru ani, disputat de echipele naționale masculine ale asociațiilor membre ale Federației Internaționale. Competiția va avea loc în Arabia Saudită care va găzdui în premieră turneul final al Cupei Mondiale.

## Procesul de desemnare a țării gazdă
Procesul de desemnare a gazdei pentru Cupa Mondială din 2034 a început pe 4 octombrie 2023 și urmează să utilizeze aceleași cerințe ca și Cupa Mondială din 2030. Datorită politicii FIFA de rotație a confederațiilor, doar asociațiile membre din Confederația Asiatică de Fotbal și Confederația de Fotbal din Oceania sunt eligibile să găzduiască turneul final. Termenul limită pentru confirmarea interesului din partea asociațiilor licitatoare este 31 octombrie, la 25 de zile după anunțarea cerințelor de licitație.
După ce Arabia Saudită și-a retras candidatura pentru ediția din 2030 alături de Grecia și Egipt, saudiții și-au îndreptat atenția către o ofertă în solitar pentru 2034. Dacă oferta este de succes, turneul ar putea urma o strategie similară cu cea a Cupei Mondiale FIFA 2022 din Qatar pentru a atenua căldura verii din această zonă a planetei, turneul putând avea loc în perioada noiembrie-decembrie.
După ratarea organizării turneului din 2022, Australia a analizat inițial o candidatură comună cu Noua Zeelandă, ulterior o candidatură în solitar, în cele din urmă retrăgându-se din cursa pentru 2034 și lăsând astfel drum liber pentru Arabia Saudită.
Alte candidaturi
- AFC
  -  Indonezia,  Malaezia,  Singapore,  Vietnam și  Thailanda[1][2]
  -  China[3]
  -  Kazahstan,  Uzbekistan[4]
- AFC-OFC
  -  Australia cu  Noua Zeelandă și/sau  Indonezia[5][6]

## Selecționate calificate
| Echipa         | Metoda de calificare | Data calificării  | Număr total de prezențe | Prezența anterioară | Prezențe consecutive | Cel mai bun rezultat anterior |
| -------------- | -------------------- | ----------------- | ----------------------- | ------------------- | -------------------- | ----------------------------- |
| Arabia Saudită | Gazdă                | 31 octombrie 2023 | 7                       | 2022                | 2                    | Optimi de finală (1994)       |